# Fotòmetre d'absorció

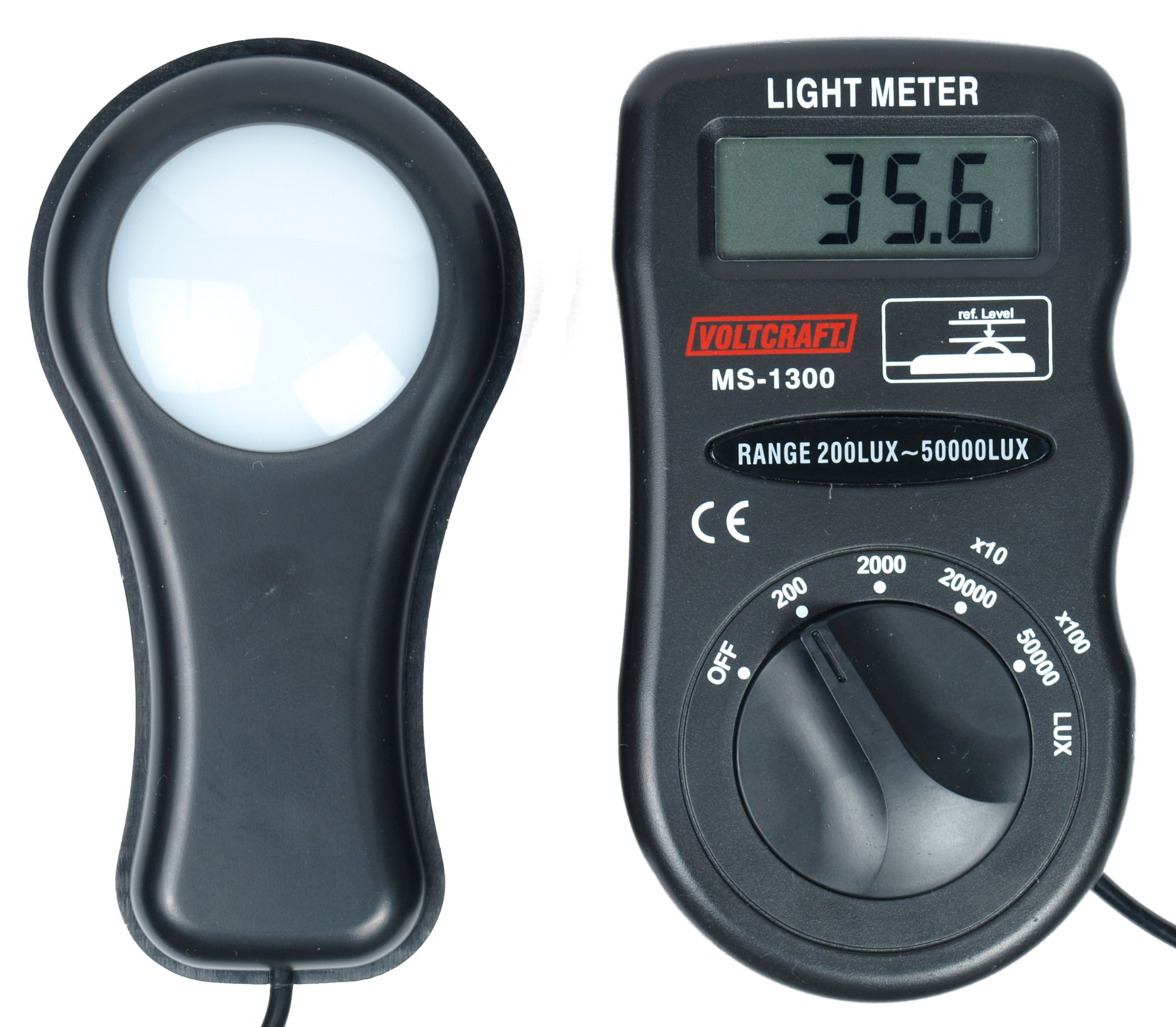
Un fotòmetre

En un ampli sentit, un fotòmetre és qualsevol instrument usat per mesurar la intensitat de la llum. Els que s'utilitzen per a la fotometria (com el fotòmetre de Bunsen), són instruments que detecten:
- Intensitat de llum dispersa
- Absorbància
- Fluorescència

Els dos més importants en l'astronomia són el fotòmetre fotoelèctric i el fotòmetre CCD: el primer d'ells, tot i que encara s'utilitza, està en desús, ja que el xip CCD presenta nombrosos avantatges enfront de l'anterior (linealitat, preus més reduïts, major fiabilitat, àmplia resposta a l'espectre electromagnètic, major precisió, etc.).
El fotòmetre fotoelèctric va néixer a finals del segle xix a Anglaterra, va millorar als Estats Units a inicis del segle XX i va aconseguir la seva maduresa en els anys 50 del passat segle, caient en desús a mesura que la tecnologia digital primer, i el sensor CCD després, va anar augmentant la precisió i reduint el seu preu.
En els articles recents de les revistes astronòmiques (any 2005), s'ha presentat la magnitud de les estrelles del cúmul obert M67 amb una precisió de 0,0001 magnituds, cosa impensable fa només uns pocs anys quan la màxima precisió era de 0,001 magnituds (pot comparar-se amb les 0,01 magnituds a què es pot arribar amb la fotometria fotogràfica, emprant microdensitòmetres d'alta qualitat).

## Història
Abans que es desenvolupessin els elements electrònics sensibles a la llum, la fotometria es realitzava mitjançant l'estimació a ull. El flux lluminós relatiu d'una font es comparava amb una font estàndard. El fotòmetre es col·locava de manera que la il·luminació de la font que s'investigava era igual a la de font estàndard, ja que l'ull humà pot jutjar il·luminacions iguals. Els fluxos lluminosos relatius podien calcular llavors perquè la il·luminació disminueix proporcionalment a l'invers del quadrat de la distància. Un exemple estàndard de tal fotòmetre consistia en un tros de paper amb un punt d'oli que tornava el paper lleument més transparent: quan la taca no era visible des de cap banda, la il·luminació de banda i banda era igual.
En 1861, tres tipus eren d'ús comú: el fotòmetre de Rumford, el fotòmetre de Ritchie i els fotòmetres que usaven l'extinció d'ombres, que era considerat el més preciso.
El fotòmetre fotoelèctric va néixer a Anglaterra a finals del segle xix, es va millorar als Estats Units a inicis del segle XX i va aconseguir la seva maduresa en la dècada de 1950, caient en desús a mesura que la tecnologia digital primer, i els CCD després, van anar augmentant la precisió i reduint el seu preu.
En els articles astronòmics més recents (any 2005) s'ha presentat la magnitud de les estrelles del cúmul obert M67 amb una precisió de 0,0001 magnituds o més, cosa impensable fa només uns pocs anys quan la màxima precisió era de 0,001 magnituds (pot comparar-se amb les 0,01 magnituds que pot extreure de la fotometria fotogràfica, emprant per a això microdensitómetros d'alta qualitat).

## Altres aplicacions
A diferència de la Fotometria, el fotòmetre té un ús important en el món de la fotografia i, per tant, en el món del cinema.
Amb aquesta eina, podem mesurar amb exactitud la intensitat de llum en un punt específic del lloc en el qual ens trobem, de manera que donant-li a aquest els valors d' ISO i de velocitat d'obturació que estem fent servir, calcularà els passos de diafragma que hem d'obrir o tancar per aconseguir que l'exposició de llum sigui correcta i que la imatge no quedi subexposada o sobreexposada.

## Modes d'ús a la fotografia
El fotòmetre és una eina utilitzada per mesurar la llum que està incorporada en la majoria de càmeres rèflex. El tipus de fotòmetre que solen portar aquestes càmeres és tipus TLL (a través de l'objectiu o through the lens en anglès). Aquest té una alta precisió, ja que mesura la quantitat de llum que entra a través de l’objectiu de la càmera tenint en compte els accessoris utilitzats, com filtres de llum o tubs d’extensió.
El fotòmetre té dos modes d'ús, el que calcula la intensitat de la Llum Incident, i el que ho fa amb la Llum Reflectida:
- Llum Incident:

Aquest mode d'ús mesura la intensitat de la llum incident, és a dir, la llum que arriba al personatge o objecte que volem fotografiar, independentment del seu to de pell, de manera que donarà els mateixos valors de configuració de càmera sigui un objectiu blanc, negre o de qualsevol altre color.
Per tal que el fotòmetre de llum incident faci un mesurament precís, cal que la mesura es realitzi molt a prop del subjecte o personatge.
Això es mesura mitjançant la col·locació del fotòmetre just al lloc en què col·locarem al nostre personatge o objecte, rebent la llum que rebia aquest. És a dir, no té en compte l'objecte. Això és més precís pel fet que mesurarem la llum real i el ràtio de contrast entre unes llums i altres, i sabrem en tot moment quants passos de diafragma hi haurà de diferència entre cadascuna d'elles, tenint així un major control sobre la subexposició o sobreexposició.
- Llum Reflectida:

A diferència de l'altre mode, en aquest mesurem la intensitat a partir de la llum que reflecteix l'objecte a fotografiar, col·locant el fotòmetre al costat de la posició de la càmera i apuntant a aquest. D'aquesta manera, els valors que ens oferirà el fotòmetre dependran dels tons que tinguin els objectes, en una mitjana del 18% (Índex de llum que reflecteix un gris mig).
La mitjana de l'índex de llum no es decideix de manera gratuïta, es fa per trobar un equilibri, ja que si mesuréssim la intensitat de llum reflectida que arriba d'un objecte negre, donaria un nombre tan baix que el fotòmetre ens indicaria que obríssim molt el diafragma per aconseguir exponent bé la fotografia, el que suposaria que aquesta quedés sobrexposada. Si el féssim sobre un objectiu blanc, passaria el mateix però de manera contrària, reflectiria tanta llum que hauríem de tancar molt el diafragma i la imatge quedaria subexposada. Com que la càmera no sap el color del subjecte fotografiat, el gris mitjà es converteix en el punt mitjà estàndard utilitzat per situar les propietats d’absorció de la llum dels diferents colors o to.